# Monaster Opieki Matki Bożej w Uralsku
Monaster Opieki Matki Bożej – prawosławny żeński klasztor w Uralsku, w eparchii uralskiej Metropolitalnego Okręgu Rosyjskiego Kościoła Prawosławnego w Republice Kazachstanu.

## Historia
W 1881 w Uralsku założona została żeńska wspólnota żyjąca według reguły mniszej. Uzyskała ona prawa monasteru dziewięć lat później i funkcjonowała do rewolucji październikowej. Zabudowania klasztoru po 1917 zostały całkowicie zniszczone.
Monaster został restytuowany w 1994 na prośbę miejscowych wiernych. Nie znajduje się na miejscu istniejącej przed 1917 wspólnoty, lecz nad Czaganem, w willowej dzielnicy miasta. W bezpośrednim sąsiedztwie monasteru działa dom inwalidów. W 1999 otwarta została drewniana dwupoziomowa cerkiew klasztorna. Ołtarze w górnej i dolnej cerkwi zostały poświęcone pięć lat później.
W monasterze żyje pięć kobiet – dwie mniszki i trzy riasoforne posłusznice, które oprócz regularnej modlitwy zajmują się prowadzeniem gospodarstwa rolnego.
Cerkiew monasterska jest ważnym celem pielgrzymkowym zwłaszcza w dniu święta Objawienia Pańskiego. Szczególnym kultem otaczane są w świątyni kopia Kazańskiej Ikony Matki Bożej oraz cząstka relikwii św. Matrony Moskiewskiej.